# 性慶院
性慶院（しょうけいいん）は、愛知県知多郡南知多町にある真言宗豊山派の寺院。山号は宝珠山。知多四国霊場第34番札所。

## 由緒

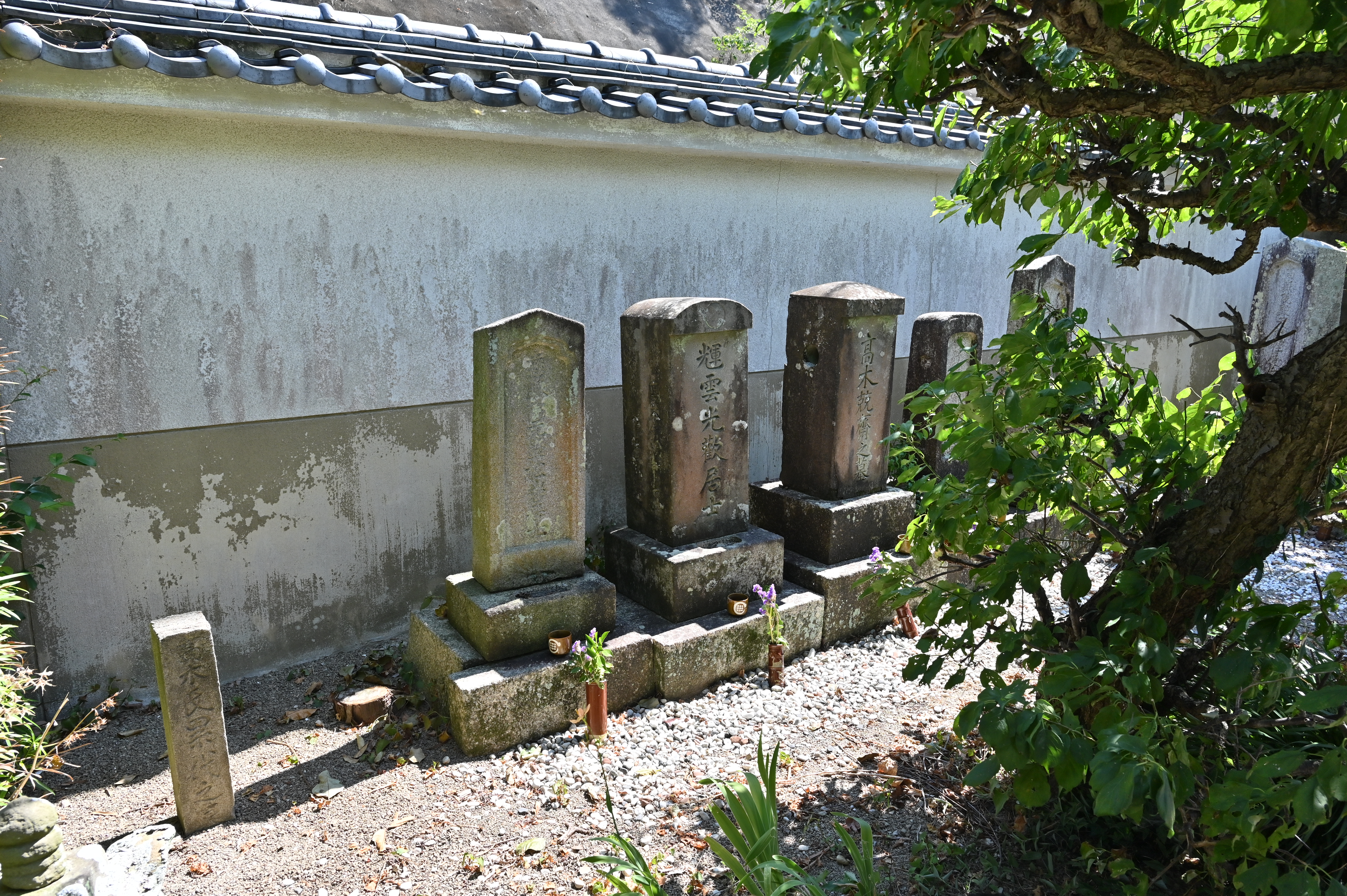
性慶院にある高木氏累代の墓

行基が医王寺十二坊の一つ「円蔵坊」として開創したと伝わる。建暦2年（1212年）、現在地に移転した。その後、寺号を性慶院と改めている。関ヶ原の戦いの後、高木清秀の次男一吉がこの地の地頭となり、以降高木家の庇護を受けることになった。境内には高木家11代の墓がある。
　

## 所在地
- 愛知県知多郡南知多町大井丘ノ下一